# Birmingham Challenger 1997
Il Birmingham Challenger 1997 è stato un torneo di tennis facente parte della categoria ATP Challenger Series nell'ambito dell'ATP Challenger Series 1997. Il torneo si è giocato a Birmingham negli Stati Uniti dal 14 al 20 aprile 1997 su campi in terra verde.

## Vincitori

### Singolare
Johan Van Herck ha battuto in finale  Tommy Haas con il punteggio di 7–6, 6–7, 6–4

### Doppio
Luke Jensen /  Murphy Jensen hanno battuto in finale  Fredrik Bergh /  Rikard Bergh con il punteggio di 6–2, 7–6